# Das Leben und nichts anderes
Das Leben und nichts anderes (Originaltitel: La vie et rien d’autre) ist ein französischer Film von Bertrand Tavernier aus dem Jahr 1989.

## Handlung
In Frankreich werden zwei Jahre nach dem Ende des Ersten Weltkriegs etwa 350.000 Menschen vermisst. Major Dellaplane, ein desillusionierter Kommandant, hat die Aufgabe übertragen bekommen, die Suche und Identifikation von vermissten Soldaten zu leiten. So gleicht er die Beschreibungen der Angehörigen mit den namenlosen Toten und jenen Überlebenden ab, die ihren Namen vergessen haben. Seine Vorgesetzten üben Druck auf ihn aus: er soll einen geeigneten Leichnam für einen unbekannten Soldaten finden, dem stellvertretend für alle Vermissten ein Heldendenkmal gesetzt werden soll.
Bei seiner Suche in einem Tunnel, in dem einst ein Sanitätszug explodierte, begegnet er der eleganten Adeligen Irène, die ihren Ehemann sucht. Er stellt ihr gegenüber klar, dass ihr Mann nur einer von insgesamt ca. 350.000 Vermissten ist, er aber alles dafür tun werde, diese Zahl zu verringern. Als aber Irène ihren Mann beschreiben soll, kann sie sich beispielsweise gar nicht mehr an seine Augenfarbe erinnern. Bei ihren Nachforschungen lernt sie auch die junge Aushilfslehrerin Alice kennen, die auf der Suche nach ihrem verschollenen Verlobten ist. Während Alice von der gemeinsamen Zeit mit ihrem verschwundenen Verlobten schwärmt, wird aus Irènes Schilderungen klar, dass sie sich von ihrem Ehemann längst entfremdet hatte. Dafür tritt nun ein neuer Mann in ihr Leben: Dellaplane, der sich in sie verliebt und ihre Nähe sucht. Dieser findet heraus, dass ihre Beschreibungen des Vermissten mit denen von Alice übereinstimmen. Ihm wird also klar, dass Irène und Alice sich auf der Suche nach demselben Mann befinden, was er den beiden Frauen allerdings nicht mitteilt. Allmählich entwickelt auch Irène Gefühle für Dellaplane. Als sie jedoch ein Liebesgeständnis von ihm einfordert, weicht er aus und schweigt. Irène ist nach den Jahren der Einsamkeit jedoch so unabhängig geworden, dass sie sich bald darauf eine neue Existenz in Amerika aufbaut. Monate später schreibt sie ihm einen Brief, und seiner Antwort ist zu entnehmen, dass sie für ihn noch immer alles bedeutet.

## Hintergrund
Drehorte in Frankreich waren Verdun, Dugny-sur-Meuse, Montréal sowie Thonnance-les-Moulins. Uraufführung des Films war am 6. September 1989 in Frankreich. In deutschen Kinos wurde er am 18. Januar 1990 erstmals gezeigt.

## Synchronisation
| Rolle              | Darsteller        | Synchronsprecher         |
| ------------------ | ----------------- | ------------------------ |
| Major Dellaplane   | Philippe Noiret   | Lambert Hamel            |
| Irène de Courtil   | Sabine Azéma      | Kerstin Sanders-Dornseif |
| Mercadot           | Maurice Barrier   | Reinhard Kuhnert         |
| Perrin             | Francois Perrot   | Rüdiger Evers            |
| Général Villerieux | Michel Duchaussoy | Alexander Herzog         |
| Poirleau           | Christophe Odent  | Matthias Klages          |
| Lieutenant Trévise | Daniel Russo      | Lothar Hinze             |

## Kritik
„Atmosphärisch dichte, in Inszenierung, Farbdramaturgie und Darstellung hervorragende Auseinandersetzung mit Kriegsfolgen und verschiedenen Formen von Vergangenheitsbewältigung. Ein intellektuell geschliffener, in seiner ethischen Haltung konsequenter Film, gleichermaßen geprägt von ironischer Schärfe und menschlicher Wärme.“

## Auszeichnungen
Europäischer Filmpreis 1989
- Europäischer Filmpreis in der Kategorie Bester Darsteller für Philippe Noiret
- Nominierung in der Kategorie Beste Darstellerin für Sabine Azéma

César 1990
- César in der Kategorie Bester Hauptdarsteller für Philippe Noiret
- César in der Kategorie Beste Filmmusik für Oswald d’Andrea
- Nominierung in der Kategorie Bester Film
- Nominierung in der Kategorie Beste Hauptdarstellerin für Sabine Azéma
- Nominierung in der Kategorie Bester Nebendarsteller für François Perrot
- Nominierung in der Kategorie Bestes Drehbuch für Jean Cosmos und Bertrand Tavernier
- Nominierung in der Kategorie Beste Kostüme für Jacqueline Moreau
- Nominierung in der Kategorie Beste Kamera für Bruno de Keyzer
- Nominierung in der Kategorie Bester Ton für William Flageollet, Gérard Lamps und Michel Desrois
- Nominierung in der Kategorie Bester Schnitt für Armand Psenny

BAFTA Award 1990
- BAFTA Award in der Kategorie Bester nicht-englischsprachiger Film

LAFCA-Award 1990
- LAFCA-Award in der Kategorie Bester fremdsprachiger Film

David di Donatello 1990
- David di Donatello in der Kategorie Bester ausländischer Schauspieler für Philippe Noiret
- Nominierung in der Kategorie Bester ausländischer Film